# Presó Model de Madrid
La Presó Modelo de Madrid (coneguda en l'època com a Presó Cel·lular) va ser la principal presó per a homes de Madrid durant l'últim quart del segle xix i primera meitat del xx a l'actual Moncloa. Es va començar a construir l'any 1877 i va ser inaugurada en 1884. La denominació «Modelo» es va imposar per oferir exemple i norma d'altres presons a construir en altres províncies espanyoles. Es va construir per a reemplaçar l'altra presó madrilenya del segle xviii denominada el «saladero». La presó va estar operativa fins a l'any 1939 quan, després dels danys rebuts durant la Guerra Civil, l'edifici va ser derruït. La presó ocupava a la Moncloa un lloc gairebé coincident amb el de l'edifici del Caserna General de l'Exèrcit de l'Aire, construït posteriorment.

## Història
La presó del «saladero» ja no oferia condicions salubres i el municipi madrileny va proposar construir un altre centre penitenciari als afores de Madrid. Un dels primers projectes arquitectònics per al nou edifici, a ser situat al carrer d'Alberto Aguilera, va ser presentat per l'arquitecte Bruno Fernández de los Ronderos el 1860, però aquest projecte no es va realitzar. No obstant això els seus plans van servir d'idea per la qual es construiria posteriorment a Moncloa, ja influïda per les teories arquitectòniques de Jeremy Bentham.

### Construcció
Estava situada en una gran illa compresa entre la plaça de la Moncloa, el Passeig de Moret, i els carrers Martín de los Heros i Romero Robledo. El seu lloc l'ocupa avui la Caserna General de l'Exèrcit de l'Aire (anteriorment conegut com a Ministeri de l'Aire). Va ser dissenyada pels arquitectes Tomás Aranguren i Eduardo Adaro, tots dos arquitectes que pertanyien a la Direcció general d'Establiments Penals. Aquests arquitectes s'encarregarien posteriorment de l'edifici del Banc d'Espanya. La construcció va començar amb una pedra col·locada simbòlicament el 5 de febrer de 1877 pel rei Alfons XII i el lliurament oficial de l'obra va tenir lloc el 29 d'abril de 1884, si bé es va inaugurar amb anterioritat el 20 de desembre de 1883 pel Ministre de la Governació Francisco Romero Robledo (que per homenatge un dels carrers adjacents al nou edifici es dedica al seu nom).

### La denúncia de les condicions de vida dels presos
Al juny de 1906 va ingressar a la presó José Nakens, un veterà periodista republicà i anticlerical que havia estat condemnat per l'«encobriment» de Mateu Morral autor d'un atemptat fallit contra els reis. Va ocupar la cel·la número 7. Quatre mesos després publicava un primer article en el qual denunciava les condicions infrahumanes en què vivien els presos:
| « | Jo veig en aquesta presó homes i nens descalços i fins i tot nus. Jo veig en passar enfront d'algunes cel·les catres desmanegats, jaços reduïts a la meitat, trencats, sense a penes palla de blat de moro, coberts amb mitja manta desfilada i un capçal sense funda ple de brutícia. Jo veig moltes finestres de les cel·les sense vidres, amb el fred que fa ja, i que el mateix ocorre en els grans finestrals de les naus. Jo veig tèrbola l'aigua molts dies, altres barrejada amb terra, i sempre, fins a quan surt clara, acomiadant olor fastigós | » |

L'impacte de l'article va ser enorme —va rebre cartes que relataven abusos als presos, cel·les de càstig, malalties per mala alimentació, etc.— i va tenir una oferta del diari republicà El País perquè continués relatant el que veia a la presó, que més tard va compilar en dos llibres: Mi paso por la cárcel i La celda número 7. Hi va defensar el programa de reformes penitenciàries del nou director de la presó Rafael Salillas y Panzano que van posar fi al «règim terrorífic i espoliador» anterior. Tot això li va fer guanyar un prestigi i una popularitat que va acabar obligant el govern d'Antoni Maura i Montaner a indultar-lo i el 8 de maig de 1908 va eixir de la presó.

### L'entorn (començaments del segle)
La plaça de Cánovas del Castillo passa a denominar-se com a glorieta de Moncloa l'octubre de 1890. Ja el 1884 s'obre el carrer de San Bernardino (que s'aproxima al traçat del carrer Princesa) que comunica amb el barri de Pozas. Després de l'espai de la presó es trobava un espai denominat: Plaza de la Justícia, plaça d'execucions públiques. Es va establir en aquesta plaça una caserna, Caserna de San Gil, que va ser remodelada el 1910. L'enginyer militar León Sanchis va dissenyar i va construir entre 1920 i 1921 la Caserna de l'Infante Don Juan entre el passeig Moret i el carrer de Martín de los Heros. Aviat adquiriria la «Modelo» queixes i reclamacions d'ensulsiada, atenent no només a raons urbanístiques. Aviat es construeix la Ciutat Universitària.

### La Defensa de Madrid (Guerra Civil)
Durant la Guerra Civil, va ser ocupada per milicians de la CNT. El 22 d'agost de 1936, alguns d'ells van assassinar polítics i militars empresonats: Melquíades Álvarez, líder del Partit Republicà Liberal Demòcrata, republicà de dretes, José María Albiñana Sanz, cap d'un partit polític d'extrema dreta, els exministres de la República, Manuel Rico Avello i José Martínez de Velasco, el falangista i pilot del vol Madrid-Buenos Aires de l'avió «Plus ultra», Julio Ruiz de Alda, el general Osvaldo Capaz Montes (que havia pres possessió del territori de l'Ifni), el general Rafael Villegas (capitost inicialment de la revolta a Madrid), el capità de Cavalleria Fernando Primo de Rivera y Sáenz de Heredia (germà de José Antonio Primo de Rivera), entre d'altres. En total, al llarg dels dies 22 i 23 d'agost van ser assassinats de 28 a 30 presos.
El Govern va reaccionari i constituir a la presó un Comitè de Control format per representants de tots els partits i entitats sindicals del Front Popular i a encomanar la guàrdia interior de l'edifici a les Milícies de Rereguarda que van passar a reemplaçar als funcionaris del Cos de Presons (mesura que va facilitar en gran manera les famoses "saques" que des d'aquesta mateixa Presó Model, entre d'altres, van tenir lloc a l'octubre, novembre i desembre de 1936). Va prohibir la publicació per la premsa de qualsevol esment dels assassinats, i va publicar en canvi una nota oficial en la qual s'al·ludia a un incendi a l'edifici, incendi que havia estat promptament sufocat, es deia, gràcies a la intervenció de les Milícies. Al mateix temps i també com a conseqüència immediata de l'assalt, es van crear els anomenats Tribunals Populars (Salvem deu mil vides! - cita Azaña en les seves memòries - al·legava el llavors President del Govern, José Giral). Quan les tropes revoltades franquistes van arribar a la Ciutat Universitària, al novembre de 1936, els presos van ser evacuats de la Presó Modelo; molts van perir en les matances de Paracuellos de Jarama. Amb alguns presos encara a l'interior, l'edifici va estar molt prop dels combats en el front de la Ciutat Universitària.

### Destrucció
Les ruïnes de l'edifici, que havia sofert grans danys pel bombardeig aeri i artiller degut la proximitat al capdavant del combat de la batalla de la Ciutat Universitària de Madrid, foren enderrocades al final de la Guerra Civil i els presos es van concentrar a la Presó de Carabanchel. Damunt dels fonaments es va construir el Ministeri de l'Aire, en l'actualitat Caserna General de l'Aire.

## Característiques
La planta de la presó s'assentava sobre un polígon irregular de sis costats i una superfície de 43.200 m². Anomenada popularment en aquella època com el abanico per aquesta forma. Aplicava el model panòptic que tan popular es va fer durant el segle xix, amb una rotonda o cos central poligonal destinat al cos de vigilància de la penitenciària, i radial, mitjançant galeries de forma estrellada que convergeixen en l'espai central.
La Modelo de Madrid constava de cinc naus que convergien en un pavelló central de vigilància. Cada nau tenia quatre plantes amb cinquanta cel·les per planta (vint-i-cinc a cada costat de l'espai central). Al centre de cada nau quedava un espai trapezoïdal cobert i il·luminat des de dalt. En total la presó tenia 1.200 cel·les. També tenia una sèrie de dependències auxiliars: casa-administració, infermeria i safareigs. Va ser considerat un edifici model per a la reforma penitenciària iniciada durant aquests anys. Es va anomenar com a presó cel·lular per ser capaç d'oferir a cada reu una cel·la.